# Georges Vaur
 (janvier 2011).
Si vous disposez d'ouvrages ou d'articles de référence ou si vous connaissez des sites web de qualité traitant du thème abordé ici, merci de compléter l'article en donnant les références utiles à sa vérifiabilité et en les liant à la section « Notes et références ».

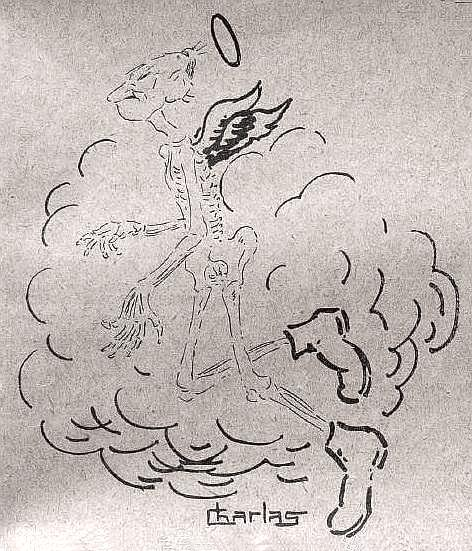
La fin de Piroulet dans la presse écrite (dessin de Charlas, décembre 1927).

Georges Vaur, né le 19 septembre 1920 à Toulouse où il est mort, le 11 juillet 2010, est un comédien, chanteur et humoriste français connu sous le nom de Piroulet.

## Biographie
Né le 19 septembre 1920 dans le quartier de Saint-Cyprien à Toulouse, il passe sa petite enfance jusqu'à l'âge de 13 ans à Cadours où vivent ses grands-parents. Là, il se passionne pour le théâtre en montant de petits spectacles appréciés. Il monte sur les planches dès l'âge de 10 ans aux côtés de son oncle. Puis la timidité le fait quitter la scène. Quittant l'école dès son certificat d'études, il devient typographe, métier qu'il exerce de 1934 jusqu'à sa retraite en 1980. Il ne connait qu'un seul patron, La Dépêche du Midi.
Avant guerre, il est coureur cycliste amateur et il fait régulièrement des courses.
Prisonnier de guerre, ce n'est qu'à son retour d'Allemagne qu'il remonte sur les planches de Cadours poussé par sa femme Claudine. C'est elle qui l'entraîne au cercle Saint-Nicolas. Il débute dans un répertoire dramatique, le mélodrame qu'il interprète sera le premier et le dernier. Car l'émotion le fait pleurer sur scène. C'est ce qui va le pousser vers la comédie en 1946 et là, le succès est immédiat.
En 1947, il crée avec quelques copains le groupe Les J4 dont fait partie Mady Mesplé. En 1949, il remporte le concours de chant organisé par un grand café toulousain, le Café Paul, dans la catégorie fantaisiste-comique. Il est alors remarqué et fait ses débuts sur la radio régionale de la RTF :  Toulouse-Pyrénées en 1950, où durant 6 années il fera rire ses auditeurs dans l'émission Capitole 50 de Marcel Davenay où il crée  le duo "Félix et Lavelse".
En 1956 Charles Mouly (nouvel auteur du personnage burlesque La Catinou interprétée par le populaire comédien transformiste : Dominique), réécrit alors tout spécialement pour lui le personnage de Piroulet et une comédie musicale, Sacré Piroulet ! qui sera interprétée 420 fois. Sa (re-)naissance officielle a lieu lors de la première qui a lieu le 31 mars 1957 à Cintegabelle. Georges Vaur enchaîne alors Le Facteur de Cougourdon, Ça sent le pétrole, Oui, mon colonel, Adam et la poire...
Georges Vaur est depuis devenu extrêmement populaire :
- de l'automne 1957 jusqu'en 1966 il participe à diverses émissions radio[5],
- il enregistre plusieurs disques (voir les illustrations sur cette page),
- il participe à de nombreux galas aux côtés des plus grandes stars de la variété française : Serge Lama, Claude François, Julien Clerc, Charles Trenet[4],
- il tourne plus de trente-cinq films de cinéma et de télévision de 1971 à 1995. Il débute dans un film pour la télévision Le Temps d'un été de Maurice Failevic. Puis il travaillera avec Louis Malle dans Milou en mai ou encore Gérard Krawczyk dans L'été en pente douce qui feront appel à sa bonhomie méridionale[4].

Son histoire pittoresque la plus célèbre reste la fameuse partie de rugby de « Rugby à Toulouse ». Il la raconte le 14 janvier 1973 lors de sa première émission de télévision Le Luron du dimanche. Cette histoire fétiche était reprise dans tous ses One Man Show. Elle lui permit notamment de faire patienter le public lors d'un concert de Charles Trenet à Requista car le "Fou chantant" avait été retardé sur la route. Elle était diffusée dans les stades avant les matches au plus grand plaisir du public.[réf. nécessaire]
Il a également immortalisé la fameuse histoire toulousaine « Lé pescaïre de Benerquo ». Arrivant sur scène grimé en pêcheur, épuisette et canne à pêche à la main, il déclenchait l'hilarité du public dès son apparition. Ce célèbre monologue est le plus connu de ceux écrits par Laclau et Veyriès.
La carrière de Georges Vaur est décrite dans l'ouvrage Conquérants des Ondes ! L'incroyable aventure... de Sylvain Athiel paru aux éditions Privat. Georges Vaur participe à la soirée de lancement de ce livre à Toulouse. C’est l'une de ses dernières apparitions en public.
Il était le membre unique et le secrétaire perpétuel de l'Académie de Saint-Cyprien.
Sa troupe n'a jamais touché la moindre subvention et elle se produisait dans les moindres villages.
L'acteur est victime d'une hémorragie cérébrale le 11 juillet 2010. Les obsèques de Georges Vaur se sont déroulées le jeudi 15 juillet 2010 dans l'église de Cadours (Haute-Garonne). Il est inhumé au cimetière de Lardenne (Toulouse).

## Filmographie partielle

### Cinéma

#### Longs métrages
- 1973 : Il pleut toujours où c'est mouillé de Jean-Daniel Simon
- 1975 : Le Diable au cœur de Bernard Queysanne
- 1977 : Le Premier Voyage de Jacques Krier
- 1977 : Ça va pas la tête de Raphaël Delpard
- 1983 : La Palombière de Jean-Pierre Denis
- 1987 : L'Été en pente douce de Gérard Krawczyk
- 1989 : Milou en mai de Louis Malle
- 1993 : Je t'aime quand même de Nina Companeez
- 1997 : Héroïnes de Gérard Krawczyk
- 2000 : Les Autres Filles de Caroline Vignal
- 2009 : Le roi de l'évasion de Alain Guiraudie

#### Courts métrages
- 1984 : Les Fumées de cox de Gérard Vaur
- 1989 : Le Sang des cerises de Gérard Vaur
- 1991 : Du "12" pour Lebouc de Christian Attard
- 1995 : In vino satanas de Christian Attard
- 1998 : Deux doigts d'Armagnac de Christian Attard
- 2003 : Les Aventures de Catinou et Jacouti de Christian Attard

### Télévision
- 1972 : Le Temps d'un été de Maurice Failevic
- 1973 : Ton amour et ma jeunesse
- 1974 : Le Passe-montagne de Alain Dhénaut
- 1975 : Les Sangliers de Maurice Failevic
- 1978 : Le Temps d'une république : Le chien de Munich de Michel Mitrani
- 1978 : Les mystères de Toulouse (épisode 1) : Le voleur de statues de Pierre Nivollet
- 1978 : Les mystères de Toulouse (épisode 2) : Panique au Capitole de Christian Marc
- 1978 : Les mystères de Toulouse (épisode 3) : Les cloches de Saint-Sernin de Pierre Nivollet
- 1978 : Les mystères de Toulouse  (épisode 4) : Cassoulet from Toulouse de Claude Dagues
- 1980 : La Tisane de sarments de Jean-Claude Morin
- 1980 : Un jour de presqu'hiver de Christian Marc
- 1980 : Vie et mort de Jean Chalosse de Claude Vergez
- 1980 : Les Saltimbanques de Maurice Failevic
- 1981 : L'Arbre aux mensonges de Denis Chegaray
- 1981 : L'enfant de coeur de Jacques Cornet
- 1982 : La Croix qui mousse
- 1984 : La Terre et le moulin de Jacques Ertaud
- 1984 : L'Homme au képi noir de Jacques Dupont-Midy
- 1984 : L'Arbitrage du ravi de Maurice Failevic
- 1986 : Félicien Grevèche de Michel Wyn
- 1986 : Novacek épisode Guérilla de Patrick Catalifo
- 1999 : Jean-Baptiste, homme de cœur de Jean-Pierre Vergne